# Forest Able
Forest Edward Able (27 luglio 1932) è un ex cestista statunitense, professionista nella NBA.

## Carriera
Dopo la carriera universitaria alla Western Kentucky University, dove segnò 1.221 punti, venne selezionato dai Syracuse Nationals al terzo giro del Draft NBA 1956 con la 21ª scelta assoluta. Con i Nationals disputò una partita nella stagione 1956-57.